# Аткинсон, Роберт
Роберт д’Эскор Аткинсон (англ. Robert d'Escourt Atkinson, 1898—1982) — британский астроном, физик и изобретатель.

## Биография
Робер д’Эскорт Аткинсон родился в Уэльсе 11 апреля 1898 года. Окончил школу в Манчестере, получил степень по физике в Оксфордском университете в 1922 году, после чего работал в Кларендонской лаборатории, а затем отправился в Гёттинген, где получил докторскую степень по физике в 1928 году. После года преподавания физики в Берлинской высшей технической школе Аткинсон был назначен доцентом физики в Ратгерском университете (Нью-Джерси, США). Преподавал в Ратгерском университете с 1929 по 1937 годы, после чего получил должность ведущего наблюдателя Гринвичской обсерватории. Во время Второй мировой войны Аткинсона отозвали с этой должности для работы по антимагнитным минам. В 1944 году был направлен в Лабораторию баллистических исследований на Абердинском полигоне в Мэриленде, США, где работал под руководством знаменитого астронома Эдвина Хаббла. Пробыв в командировке в США два года, Аткинсон вернулся на работу в Гринвичскую обсерваторию, где занимался, в частности релокацией обсерватории в замок Херстмонсо в графстве Сассекс. В 1964 году Аткинсон ушёл из Гринвичской обсерватории и поступил на работу в Индианский университет в качестве приглашенного профессора. В 1973 году стал профессором, в 1979 году удостоен звания почётного профессора Индианского университета. Был одним из основателей Королевского института навигации и в течение года занимал пост президента Британской астрономической ассоциации. Скончался 28 октября 1982 года в Индиане.

## Вклад в науку
В 1929 году совместно с Ф.Хоутермансом сформулировал гипотезу о том, что в основе реакции превращения водорода в гелий, которая является источником энергии звёзд, лежит квантовомеханический туннельный механизм проникновения частиц сквозь потенциальный барьер, по аналогии с теорией туннелирования альфа-частиц сквозь потенциальный барьер, разработанной Д.Гамовым (1928). Ознакомившись с теорией альфа-распада атомного ядра Д.Гамова во время беседы с ним в Копенгагене в 1928 году, Хоутерманс и Аткинсон по аналогии перенесли эффект туннелирования частиц из области атомных ядер в область астрофизики. При этом учёные использовали в своих расчетах ядерных реакций принцип неопределенности Гейзенберга так же, как в свое время Гамов использовал этот принцип при расчетах энергии альфа-частиц, вылетающих из атомного ядра.
После Второй мировой войны вёл разработки астрономических приборов и исследования в сфере позиционной астрономии.
Благодаря своему авторитету в качестве технического специалиста Аткинсон получил заказ разработать астрономические часы для Йоркского собора, они были изготовлены и установлены в 1955 году.

## Награды
- Член Королевского астрономического общества[5] и Королевского института навигации[англ.].
- Медаль Эддингтона Королевского астрономического общества за работы по звездному синтезу (1960)
- В его честь назван астероид 1827[англ.] Аткинсон[2].